# Mariss Jansons
Mariss Ivars Georgs Jansons (14. ledna 1943, Riga – 30. listopadu 2019, Petrohrad) byl lotyšský dirigent, nositel řady cen a vyznamenání.

## Život
Jeho rodiči byli dirigent Arvīds Jansons a zpěvačka Iraīda Jansoneová. Matce, která byla židovského původu, se podařilo před nacisty uniknout z rižského ghetta, kde zahynulo mnoho členů její rodiny. Syna Marisse porodila v úkrytu.
Jansons studoval zprvu hru na klavír a housle a později dirigování. Jeho učitelem hudby byl zpočátku otec. Velký význam pro něj mělo studium u proslulého ruského (sovětského) dirigenta Jevgenije Mravinského, který byl také profesorem na konzervatoři v Leningradě. Od roku 1968 studoval Jansons u Herberta von Karajana v Salcburku, poté u Hanse Swarowského ve Vídni. V roce 1971 získal v Západním Berlíně Karajanovu cenu.

### Hudební dráha
Během své dirigentské kariéry řídil Mariss Jansons již řadu významných orchestrů. V roce 1973 se stal zastupujícím dirigentem tehdejších Leningradských filharmoniků. Jeho dalšími působišti byly Filharmonie Oslo, Londýnský filharmonický orchestr (London Philharmonic Orchestra) a Pittsburský symfonický orchestr.
Od září 2004 vedl Jansons velmi úspěšně Orchestr Concertgebouw (Koninklijk Concertgebouworkest) v Amsterodamu jako nástupce Riccarda Chaillyho. Tento orchestr je již dlouho známý precizností své hry. Pod Jansonsovým vedením byl několikrát zvolen na přední místo ve světovém pořadí symfonických orchestrů. Šéfredaktoři důležitých evropských hudebních časopisů zvolili Orchestr Concertgebouw v roce 2006 jako druhý nejlepší evropský orchestr. Britský odborný časopis Gramophone uspořádal v roce 2008 anketu hudebních kritiků, ze které vyšel Orchestr Concertgebouw dokonce jako vůbec nejlepší symfonický orchestr světa, zatímco čtyři německé orchestry se umístily mezi prvními deseti nejlepšími. 3. října 2014 bylo oznámeno, že od sezóny 2016/2017 převezme italský dirigent Daniele Gatti místo šéfdirigenta tohoto orchestru po Marissi Jansonsovi.
V roce 2006 dirigoval Mariss Jansons poprvé populární novoroční koncert Vídeňských filharmoniků, který se koná ve Zlatém sále Vídeňského hudebního spolku (Wiener Musikverein) a je tradičně přenášen televizí do zhruba 90 zemí světa. 2012 vedl Jansons tento koncert podruhé a dne 1. ledna 2016 již potřetí.
Již od podzimu 2003 byl Jansons jako nástupce Lorina Maazela šéfdirigentem (Generalmusikdirektor, GMD) Symfonického orchestru Bavorského rozhlasu v Mnichově. V říjnu 2007 uvedl Jansons ve Vatikánu s pěveckým sborem a Symfonickým orchestrem Bavorského rozhlasu 9. symfonii Ludwiga van Beethovena a skladbu pro sbor Tu es Petrus, kterou složil Giovanni Pierluigi da Palestrina. Koncert se konal za přítomnosti papeže Benedikta XVI.
Dalšími mezníky spolupráce Jansonse s bavorským sborem a orchestrem byly koncerty, při kterých byla uvedena Requiem od Mozarta, Verdiho, Dvořáka a Brahmse (Ein deutsches Requiem). Pozornost vzbudila také uvedení díla Francise Poulenca Stabat Mater a žalmů zvaných Chichester Psalms od Leonarda Bernsteina.
Na podzim roku 2012 účinkoval Symfonický orchestr Bavorského rozhlasu společně se Sborem Bavorského rozhlasu pod vedením Marisse Jansonse v Suntory Hall v Tokiu. Uvedli zde cyklus všech devíti symfonií Ludwiga van Beethovena. Bavorská veřejnoprávní televize vysílala celý cyklus od 1. prosince 2013 do 2. února 2014.

### Osobní život
V roce 1996 utrpěl Jansons při posledních taktech opery Giacoma Pucciniho La Bohème v Oslo životu nebezpečný srdeční záchvat. Je známo, že jeho otec zemřel při dirigování. Dne 20. dubna 2010 bylo oznámeno, že Jansons nemůže několik následujících měsíců kvůli nemoci pracovat.